# Bando patriota (Chile)
El bando patriota (también denominado bando exaltado) es un término político utilizado en Chile para definir al grupo político que defendía la total independencia de Chile, durante el proceso de emancipación iniciado junto al Cabildo Abierto del 18 de septiembre de 1810.
Tuvo minoría en el Primer Congreso Nacional, sin embargo, fueron quienes lucharon más tenazmente, en el plano político y el militar, el reintegro de los realistas al poder en 1814.

## Historia
Tendencia política visible con mayor vehemencia a partir de la instalación del primer Congreso Nacional, en julio de 1811. Fue conocida como la tendencia de los «exaltados», los «radicales» o los «revoltosos». Estuvo conformado por todos aquellos diputados que querían romper de forma definitiva con el régimen colonial de la Capitanía o Reino de Chile, con la dominación de la corona española, estableciendo total autonomía.
Para poder lograr sus deseos de total libertad, esta facción de los «exaltados» pretendía llevar a cabo un cambio completo de la situación colonial, pugnaba por reformas trascendentales en su administración, deseaba la formación de una sociedad fundada en la difusión de las luces y los principios democráticos y, ante todo, quería la independencia total del país, sin temer las dificultades que pudieran surgir al conseguirla.
En una primera etapa, el grupo exaltado estaba en franca minoría dentro del Congreso, pues apenas contaba con doce diputados, entre los cuales se encontraba, como su dirigente, Juan Martínez de Rozas, además de figuras tan relevantes como Bernardo O'Higgins, Manuel de Salas, y Juan Pablo Fretes.
Los acontecimientos siguientes lo trasformaron en mayoría dentro del Congreso; estos se comienzan a suceder a partir del 8 de julio de 1811, cuando se hizo manifiesta la idea de crear una junta ejecutiva. Acá es donde se comienzan a experimentar los primeros incidentes entre los bandos, puesto que los «exaltados» veían amenazadas sus posibilidades de formar parte de esta junta al ser minoría, y comenzarán a provocar toda clases de desórdenes, disturbios y alborotos con el claro objetivo de lograr deslegitimar este proyecto, así se pensó en desarrollar una acción más radical, pero fracasó por falta de apoyo.
Los debates se acrecentaron al interior del Congreso, inclusive circularon publicaciones y panfletos, que enmarcaban un escenario de inestabilidad política. Sin embargo, la facción de los «exaltados», comenzó a tener mayor preponderancia en el Congreso, esto a partir de los hechos acaecidos en agosto de 1811 cuando se llevaba a cabo la discusión del nombramiento de la Junta Ejecutiva. Los diputados exaltados creyendo que no iban a quedar representados en ella, protestaron diciendo que darían cuenta a los pueblos de lo que estaba ocurriendo, después abandonaron la sala. Estos parlamentarios constituían la totalidad del grupo exaltado. Santiago se vio conmovido por estos sucesos, produciéndose tumultos durante toda la noche y al día siguiente. El Congreso eligió la Junta Ejecutiva, lo que significó el fracasó del grupo «exaltado» y la preponderancia de los bandos. «moderado» y «realista», sus opositores, sin que esto significase que los «exaltados» no siguieran manifestándose fuera del Congreso.
Apareció, en ese contexto, la figura de José Miguel Carrera Verdugo. Los «exaltados» se alinearon en torno a él, y lo apoyaron cooperando con el movimiento revolucionario que lo llevó al poder, en efecto, a partir del golpe militar dado por Carrera, la corriente de los «exaltados», minoría en una primera etapa, se convirtió en un grupo muy poderoso. Se inició de esta manera a partir del golpe del 15 de noviembre de 1811 (segundo tras el del 4 de septiembre) el período de José Miguel Carrera en la conducción del país.

## Miembros
- Manuel de Salas Corbalán
- Bernardo O'Higgins
- Agustín Vial Santelices
- Juan José Echeverría
- Manuel Antonio Recabarren
- José Santos Mascayano
- Juan Pablo Fretes
- José Antonio Ovalle y Vivar
- Joaquín Echeverría Larraín
- José María de Rozas
- Antonio Urrutia Mendiburu
- Laureano Díaz
- Ramón de la Cavareda Trucios